# Антисіонізм

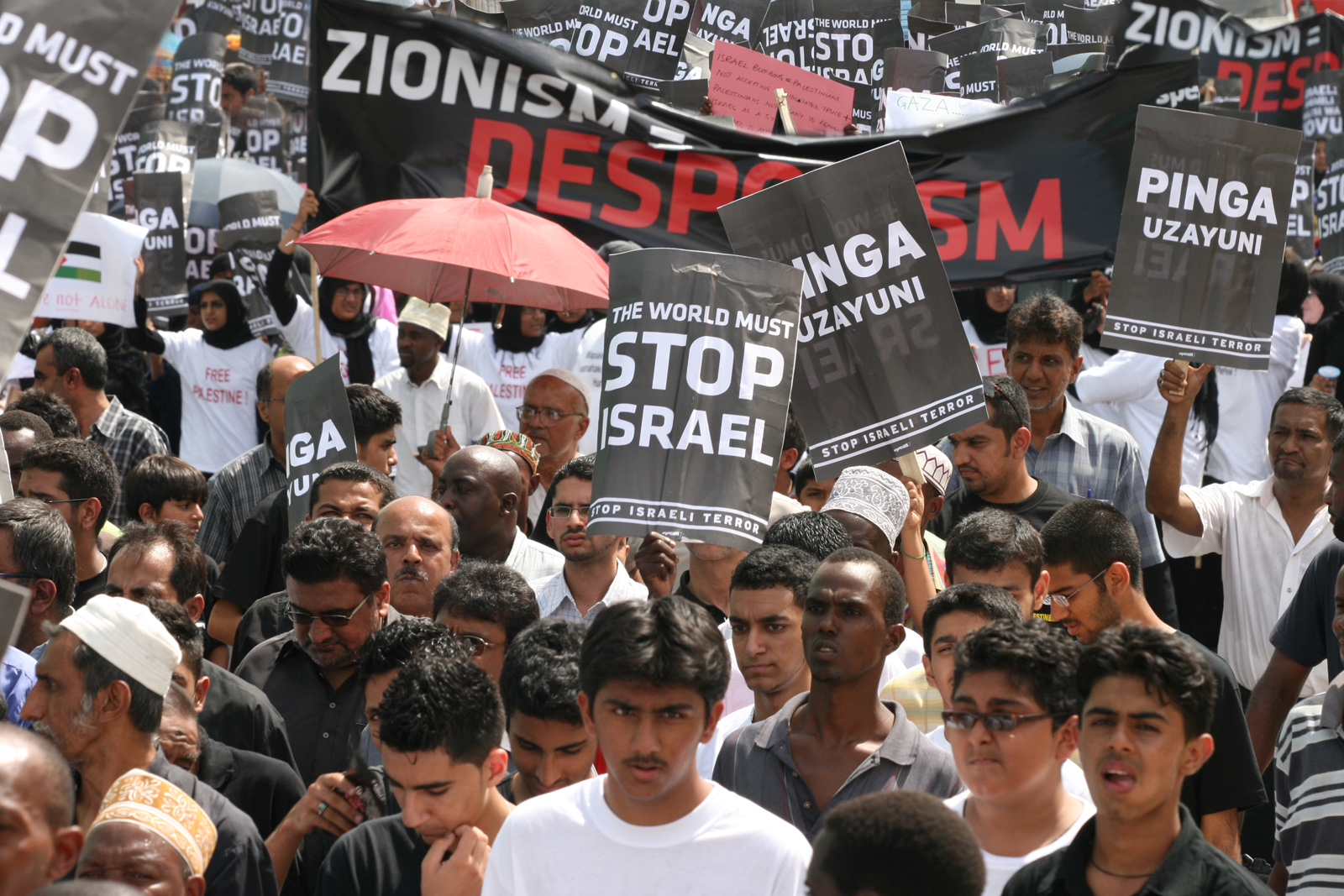
Анти-ізраїльський протест в Танзанії, 2009

Антисіонізм — ідеологічна та практична протидія сіонізму з боку представників різних (у тому числі єврейських) політичних і релігійних течій та громадських інститутів, що ґрунтується на критиці цілей сіонізму та методів їх досягнення.

## Трактування терміна
Мартін Лютер Кінг розглядав антисіонізм як форму антисемітизму.
У вузькому сенсі термін базується на визнанні особливостей євреїв і звичайно поділяється на культурний (заперечення культури) і національний (заперечення нації). У ширшому сенсі антисемітизм можна розуміти як заперечення особливостей семітських народів взагалі,  тобто під антисемітизм має підпадати також і засудження арабів, хоча в політології таке трактування не прийняте.
Російський опозиціонер, публіцист, блогер суспільно-політичної тематики Максим Кац, який нині проживає в Ізраїлі, оцінює антисіонізм (а також, фактично, новий антисемітизм, анти-ізраїльську пропаганду та лівий антисемітизм) так:
|  | У сучасній Росії склалася воістину унікальна ситуація - ніхто не хоче лаяти Ізраїль. Офіційна російська пропаганда щосили експлуатує тему хороших російсько-ізраїльських відносин: «Ізраїль молодець, і дуже розумний, і тому, на відміну від Заходу, який втратив орієнтири, хоче дружити з Росією». У російські ток-шоу на постійній основі запрошують російськомовних ізраїльтян, щоб вони хвалили Росію нібито з боку Ізраїлю. Однак і ті деякі незалежні ЗМІ, які залишилися в Росії, теж не хочуть критикувати ізраїльську державу з різних причин, але, зокрема, їм не хочеться бути схожими на радянських оглядачів, які продзюрчали аудиторії всі вуха страшними розповідями про ізраїльську вояччину. Сучасний російський обиватель, перебуваючи у своєму інформаційному бункері, навіть не підозрює про те, яких жахливих масштабів і якої винахідливості досягла антиізраїльська пропаганда в усьому іншому світі. Особливо, тут досягла успіху катарська медіакомпанія Al Jazeera, яка мовить на всю планету як арабською, так і англійською мовою. Свого часу Ізраїль, незважаючи навіть на відсутність дипломатичних відносин з Катаром, сам запросив один з найбільших арабських телеканалів на свою територію, щоб показати свою відкритість. Однак Al Jazeera, з одного боку, зайнялася відвертим підбурюванням палестинського населення, з іншого боку, для західного глядача вона почала малювати картину страшних воєнних злочинів і злочинів проти нібито людяності, які нібито чинить Ізраїль по відношенню до палестинців. Без перебільшення, для мільйонів глядачів на Заході Ізраїль був уподібнений мало не Нацистській Німеччині. Зрозуміло, про терористичні атаки проти ізраїльтян Al Jazeera замовчує. При тому, що вона сама ж до них і підбурює, розпалюючи ненависть серед палестинців. Але не Al Jazeera єдиною. Антиізраїльська пропаганда - це масштабний феномен, про який пишуть цілі наукові роботи. На цю пропаганду працюють багато ЗМІ, акаунти в соціальних мережах, нібито правозахисні організації. Усе це породило новий феномен - лівий антисемітизм, який захлеснув розвинені західні країни. Якщо раніше антисемітизм був характерною рисою націоналістів, то зараз західні націоналісти, за винятком найрадикальніших маргіналів, якраз здебільшого оминають антиєврейську риторику, щоб не асоціюватися з нацистами з минулого століття. Так що в основному, зараз проти Ізраїлю якраз люди лівих поглядів у західних країнах. Учасники антиізраїльських мітингів та акцій на підтримку палестинців, які до пандемії відбувалися на заході регулярно, люблять підкреслювати - «Ми не проти євреїв, ми проти Ізраїлю!». Однак на практиці відокремлювати одне від іншого майже ніколи не виходить. [...] По відношенню до Ізраїлю подібні історії Al Jazeera вкидаються постійно, причому на відміну від Russia Today, Al Jazeera - це проєкт не для розпилу державних фінансів, це реальний успішний пропагандистський інструмент, що має серйозний вплив на західну аудиторію. Це призвело до дивовижного ефекту - демократичну державу Ізраїль, економічно розвинену, з розвиненою правовою системою, незалежними судами, вільними ЗМІ, представницьким парламентом, де суттєву фракцію мають і арабські мешканці Ізраїлю, та й загалом усіма ознаками просунутої західної демократії, сприймають люди у західних країнах ледве чи не людиноненависницькою країною. Оригінальний текст (рос.) В современной России сложилась поистине уникальная ситуация - никто не хочет ругать Израиль. Официальная российская пропаганда вовсю эксплуатирует тему хороших российско-израильских отношений: "Израиль молодец, и очень умный и поэтому, в отличие от потерявшего ориентиры Запада, хочет дружить с Россией." В российские ток-шоу на постоянной основе приглашают русскоязычных израильтян чтобы они хвалили Россию как бы со стороны Израиля. Однако и те немногие независимые СМИ, которые остались в России тоже не хотят критиковать Израильское государство, по разным причинам, но в том числе им не хочется быть похожими на советских обозревателей, которые прожужжали аудитории все уши страшными рассказами про израильскую военщину. Современный российский обыватель, находясь в своём информационном бункере, даже не подозревает о том, каких чудовищных масштабов и какой изобретательности достигла антиизраильская пропаганда во всем остальном мире. Особенно, здесь преуспела катарская медиакомпания Al Jazeera, которая вещает на всю планету как на арабском, так и на английском языке. В свое время Израиль, несмотря даже на отсутствие дипломатических отношений с Катаром, сам пригласил один из крупнейших арабских телеканалов на свою территорию, чтобы показать свою открытость. Однако Al Jazeera, с одной стороны занялась откровенным подстрекательством палестинского населения, с другой стороны, для западного зрителя она стала рисовать картину страшных военных преступлений и преступлений против якобы человечности, типа совершаемых Израилем по отношению к палестинцам. Без преувеличения, для миллионов зрителей на Западе Израиль был уподоблен чуть ли не Нацистской Германии. Разумеется о террористических атаках против израильтян Al Jazeera умалчивает. При том, что она сама же к ним и подстрекает, разжигая ненависть среди палестинцев. Но не Al Jazeera единой. Антиизраильская пропаганда - это масштабный феномен, о котором пишут целые научные работы. На эту пропаганду работают многие СМИ, аккаунты в социальных сетях, якобы правозащитные организации. Всё это породило новый феномен - левый антисемитизм, который захлестнула развитые западные страны. Если раньше антисемитизм был характерной чертой националистов, то сейчас западные националисты, за исключением самых радикальных маргиналов, как раз в основном сторонятся анти-еврейской риторики, чтобы не ассоциироваться с нацистами из прошлого века. Так что в основном, сейчас против Израиля как раз люди левых взглядов в западных странах. Участники антиизраильских митингов и акций в поддержку палестинцев, которые до пандемии проходили на западе регулярно, любят подчеркивать - "Мы не против евреев, мы против Израиля!". Однако на практике отделять одно от другого почти никогда не получается. [...] По отношению к Израилю подобные истории Al Jazeera вбрасываются постоянно, причем в отличии от Russia Today, Al Jazeera это проект не для распила государственных финансов, это реальный успешный пропагандистский инструмент, имеющий серьезное влияние на западную аудиторию. Это привело к удивительному эффекту - демократическое государство Израиль, экономически развитый, с развитой правовой системы, независимыми судами, свободными СМИ, представительным парламентом, где существенную фракцию имеют и арабские жители Израиля, и вообще всеми признаками продвинутой западной демократии, воспринимается людьми в западных странах чуть-ли не человеконенавистнической страной. |

## Антисіонізм серед євреїв
Головними силами антисіонізму серед євреїв на початку XX століття були представники ортодоксального юдаїзму. Представником релігійного антисіонізму, зокрема, був авторитетний рабин Йоель Тейтельбаум (відомий як «Сатмарський Ребе»). З 20-х років ХХ століття головною організацією, що протистояла сіонізму з позицій ортодоксального юдаїзму, стала організація Агудат Ісраель, створена в 1912 році. Однак в 1947 Агудат Ісраель підтримала вимогу сіоністів про створення самостійної єврейської держави. Нині[коли?] більшість ортодоксальних громад і організацій визнають Державу Ізраїль.
Частина громади Агудат Ісраель, що відкололася в 1935, році досі категорично відмовляється визнати право Держави Ізраїль на існування.

## Антисіонізм в СРСР і країнах соціалістичного табору
Володимир Ленін бачив в сіонізмі один із проявів «буржуазного або дрібнобуржуазного націоналізму, що протистоїть пролетарському інтернаціоналізму і проповідує класовий мир між робітниками і капіталістами однієї національності». У статті «Мобілізація реакційних сил і наші завдання» (1903 рік) Ленін заявляв, що «сіоністський рух безпосередньо набагато більше загрожує розвитку класової організації пролетаріату, ніж антисемітизм, і, так як для нас, соціал-демократів, не існує «обраних» і «не обраних» народів, то ми ніяк не можемо відмовитися від завдання боротьби з «забобонами єврейської маси»». З другої половини 20-х років приналежність до сіонізму розглядалася в СРСР як політичний злочин. Антисіонізм був притаманний усім партіям Комуністичного інтернаціоналу (Комінтерна).
В Арабо-ізраїльській війні 1947-1949 років керівництво СРСР надало дипломатичну підтримку сіоністам в справі створення єврейської держави. Але вже в 1948-49 роках сіоністські організації були ліквідовані у всіх країнах Європи та Азії, які перебували під впливом СРСР. Після Шестиденної війни всі комуністичні країни, крім Румунії, припинили дипломатичні відносини з Ізраїлем. На початку 70-х років сіонізм був заборонений на Кубі.
В 1973 році в СРСР був знятий антисіоністський документально-пропагандистський фільм «Таємне і явне (Цілі і діяння сіонізму)». У 1983-1990 роках в СРСР діяв Антисіоністський комітет радянської громадськості.

## Арабський антисіонізм
Сьогодні[коли?] мусульманський світ є головним і найорганізованішим опонентом сіонізму. Арабські політологи та державна пропаганда розглядають Ізраїль як незаконне державне утворення, а вороже ставлення до сіонізму стало однією з причин створення Арабської ліги. До початку 60-х років сіоністські організації були ліквідовані у всіх арабських країнах. У 1975 році арабські держави відіграли головну роль у прийнятті Генеральною Асамблеєю ООН резолюції, що прирівняла сіонізм до расизму, а в 1991 році багато з них голосували проти скасування цієї резолюції.

## Антисіонізм в західному світі
Британський політик, міністр у справах Близького Сходу Волтер Едвард Гіннес був відомий як затятий антисіоніст, за вказівкою якого в 1944 році був закритий допуск в Палестину єврейських біженців з Європи. Під його ж тиском Туреччина не дозволила висадитися біженцям з пароплава «Струма». Організацією «Лехі» було організовано та здійснено його вбивство. Вимога визнання Ісуса як «Месії» єврейським народом була поширеною в християнському фундаменталізмі, хоча зараз більшість підтримує Ізраїль.

## Антисіонізм в ООН
10 листопада 1975 року ХХХ сесія Генеральної Асамблеї ООН під впливом СРСР та за підтримки арабських і «неприєднаних» країн прийняла Резолюцію 3379, яка визначила сіонізм як «форму расизму і расової дискримінації». За ухвалення резолюції проголосували 72 держави, проти — 35, утрималося — 32.
16 грудня 1991 року на вимогу США та Ізраїлю ця резолюція була скасована Резолюцією 4686 Генеральною Асамблеєю ООН. За ухвалення резолюції проголосували 111 держав, проти — 25, утрималося — 13.